# Нохувко
Нохувко (пол. Nochówko, нім. Nochauer Hauland) — село в Польщі, у гміні Сьрем Сьремського повіту Великопольського воєводства.
У 1975-1998 роках село належало до Познанського воєводства.